# جون كرانستون
جون كرانستون (بالإنجليزية: John Cranston) هو محامي أمريكي، ولد في 1625، وتوفي في 12 مارس 1680 في نيوبورت في الولايات المتحدة.